# ویلا کامپانیله
ویلا کامپانیله (به ایتالیایی: Villa Campanile) یک منطقهٔ مسکونی در ایتالیا است که در کاستل فرانکو دی سوتو واقع شده‌است. ویلا کامپانیله ۶۹۴ نفر جمعیت دارد و ۳۰ متر بالاتر از سطح دریا واقع شده‌است.